# Plac ks. Józefa Londzina w Katowicach
Plac ks. Józefa Londzina w Katowicach (potocznie Gruszka Plac) – plac miejski w Katowicach, położony na terenie dzielnicy Załęże, przy ulicy Gliwickiej. Stanowi on pozostałość południowej części założenia parkowego załęskiego pałacu. Znajdują się na nim m.in. plac zabaw i siłownia plenerowa, a pośrodku kamień z tablicą pamiątkową. Patronem placu jest ks. prałat Józef Londzin.

## Historia

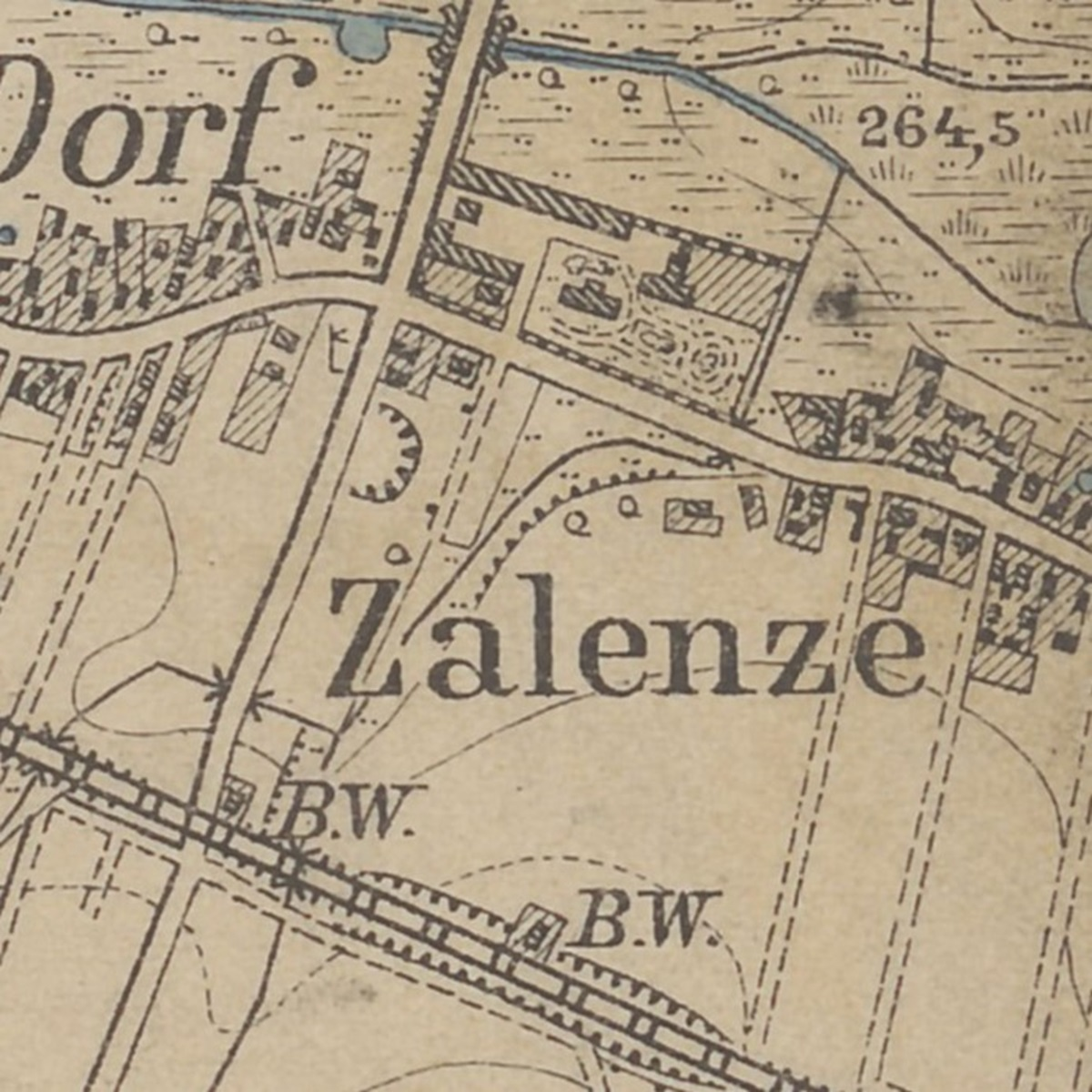
Rejon późniejszego placu ks. J. Londzina na niemieckiej mapie topograficznej wydanej w 1892 roku

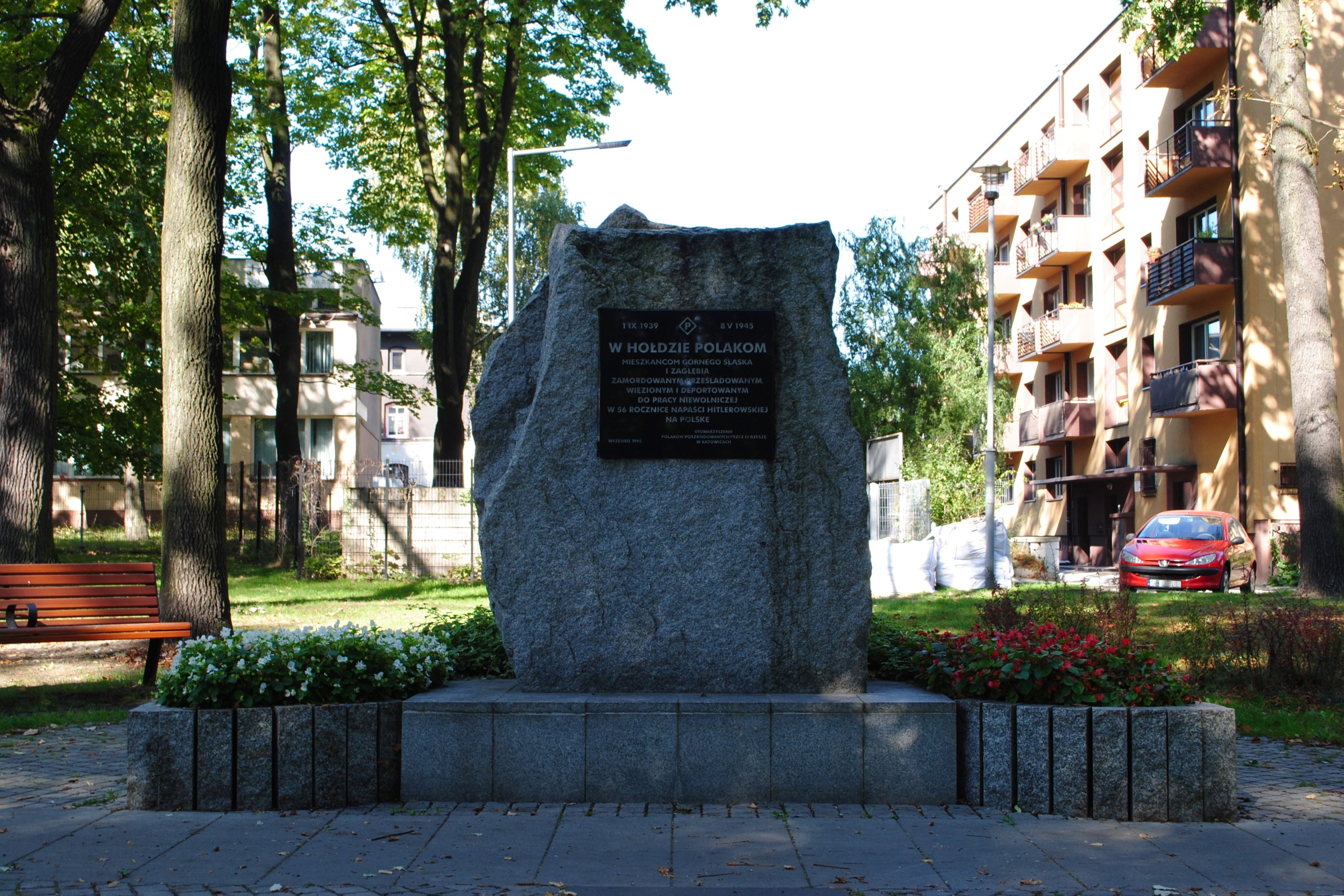
Kamień pamiątkowy z tablicą postawiony na placu w 2000 roku

Plac ks. J. Londzina stanowi południową część założenia parkowego pałacu w Załężu rozdzielonego ulicą Gliwicką. Sam pałac wzniesiono w latach 1886–1887. W latach 1886–1945 mieściła się w nim regionalna dyrekcja przedsiębiorstwa Georg von Giesches Erben, a później spółki akcyjnej Giesche. Do 1922 roku plac nazywał się Gruschkaplatz, po czym nazwę zmieniono na plac Gruszki.
W nocy 31 marca 1926 roku na ówczesnym placu Gruszki doszło do pożaru, w wyniku którego spaliła się budka, w której sprzedawano papierosy.
30 października 1928 roku na obradach katowickiego magistratu podjęto decyzję o uporządkowaniu placu Gruszki, a wydatki na ten cel miały być pokryte z sum przeznaczonych na zatrudnienie bezrobotnych. Nowy zieleniec wraz z basenem kąpielowym dla dzieci otwarto 18 lipca 1929 roku, a w uroczystości tej wzięli udział m.in. prezydent Katowic Adam Kocur, który wygłosił okolicznościowe przemówienie oraz członkowie katowickiej Rady Miejskiej. Powstałe na placu baseny kąpielowe zaprojektował w 1928 roku architekt Lucjan Sikorski.
W międzyczasie, 21 kwietnia 1929 roku w Cieszynie zmarł ks. prałat Józef Londzin. Jeszcze w tym samym roku, 11 czerwca komisaryczna Rada Miejska uchwaliła zmianę nazwę placu z placu Gruszki na plac ks. Prałata Józefa Londzina. W 1930 roku na placu postawiono pomnik ks. Józefa Londzina.
W 1930 roku plac ks. J. Londzina był otoczony ze wszystkich stron żywopłotem, a od strony ulicy był ogrodzony parkanem zazielenionym roślinami pnącymi. Przez główną bramę ścieżka na wprost prowadziła do basenu kąpielowego dla dzieci z plażą o szerokości 5 m, co miało gwarantować dostęp do promieni słonecznych. Część placu przeznaczona dla dzieci ogrodzona była od reszty założenia niskim parkanem drewnianym. Na całym placu znajdowało się około 100 ławek, 20 huśtawek i poidło wody pitnej. W 1933 roku plac J. Londzina był jednym z dwóch parków na terenie ówczesnego Załęża – drugi znajdował się przy kopalni „Kleofas”.
W okresie niemieckiej okupacji Polski w latach 1939–1945 plac nosił nazwę Freiheitsplatz, po czym przywrócono nazwę na plac ks. Józefa Londzina.
W okresie Polski Ludowej na terenie placu ks. J. Londzina organizowano koncerty zespołów dętych. Na południe niego znajdowały się zabudowania podsadzkowe kopalni „Kleofas”, które zostały wyburzone pod koniec 1964 roku.

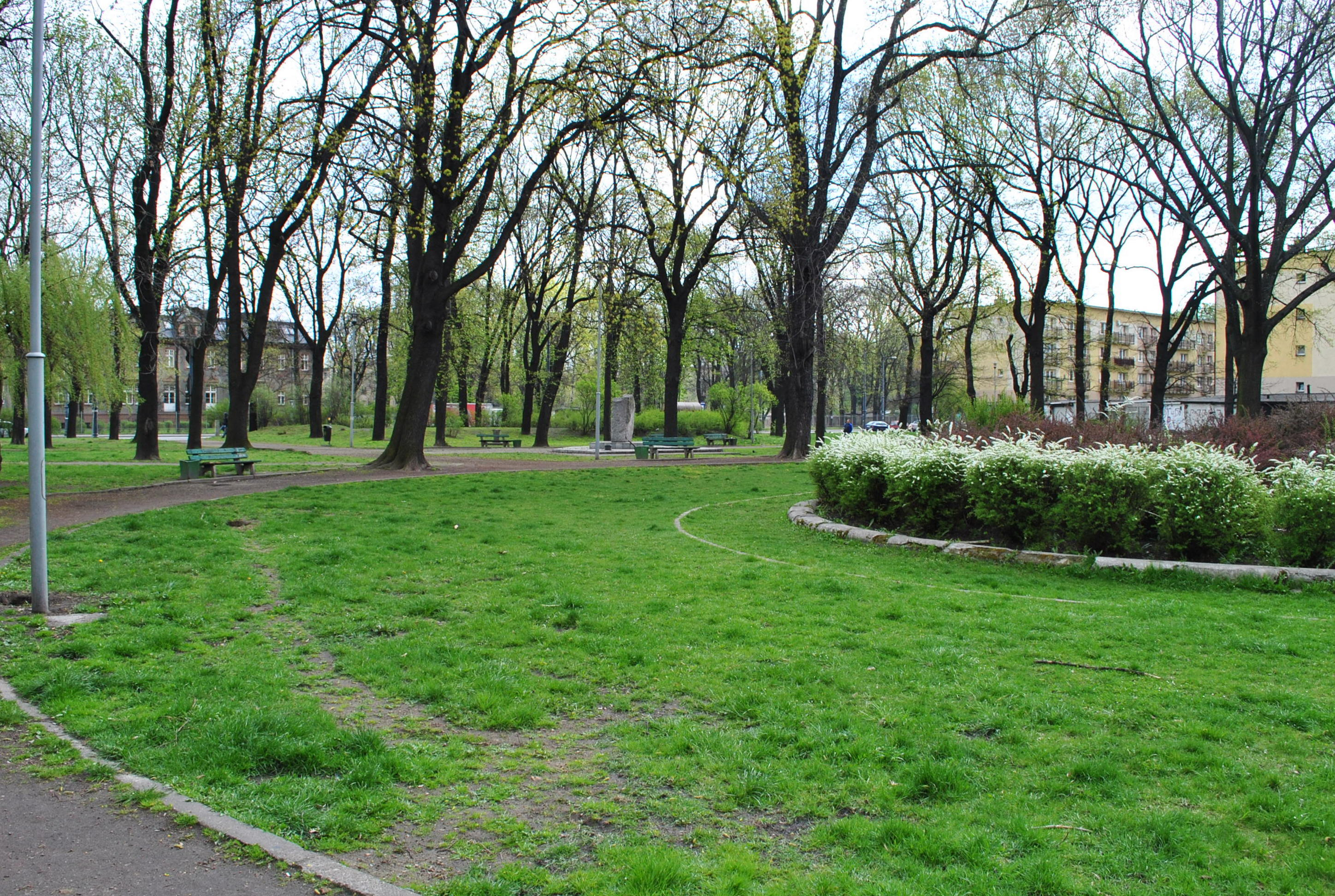
Fragment placu ks. J. Londzina przed rewitalizacją, kwiecień 2014 roku

W 2000 roku sprzed wejścia do budynku Domu Kultury Huty „Baildon” na plac ks. J. Londzina został przeniesiony kamień pamiątkowy z tablicą powstałą w 1995 roku z inicjatywy Stowarzyszenia Polaków Poszkodowanych przez III Rzeszę.
Na początku XXI wieku plac ks. J. Londzina był niewielkim obszarem z kilkoma huśtawkami, a sam basen kąpielowy dla dzieci z biegiem lat został zamieniony na klomb. O rewitalizację tego miejsca zabiegali społecznicy i mieszkańcy Załęża. W 2014, 2015 i 2016 do budżetu obywatelskiego zostały zgłoszone projekty związane z powstaniem na tym terenie placu zabaw, lecz nie uzyskały one wówczas odpowiedniej liczby głosów. W 2017 roku Rada Jednostki Pomocniczej nr 7 Załęże zaczęła wnioskować do Urzędu Miasta Katowice o poprawę estetyki i bezpieczeństwa tego miejsca. Działania te doprowadziły do decyzji o rewitalizacji placu ks. J. Londzina przez miasto.
16 października 2018 roku miasto otrzymało dofinansowanie na projekt rewitalizacji placu i jeszcze w tym samym roku Zakład Zieleni Miejskiej w Katowicach ogłosił przetarg na place budowlane. Plac po rewitalizacji został oddany do użytku 30 kwietnia 2020 roku, a w ramach tych robót powstały m.in. siłownia i plac zabaw, a dotychczasowy starodrzew został uzupełniony nowymi nasadzeniami. Koszt prac wyniósł 1,4 mln złotych.
W międzyczasie, 15 i 16 września 2017 roku na placu ks. J. Londzina zorganizowano pierwszą edycję Dni Załęża.

## Charakterystyka

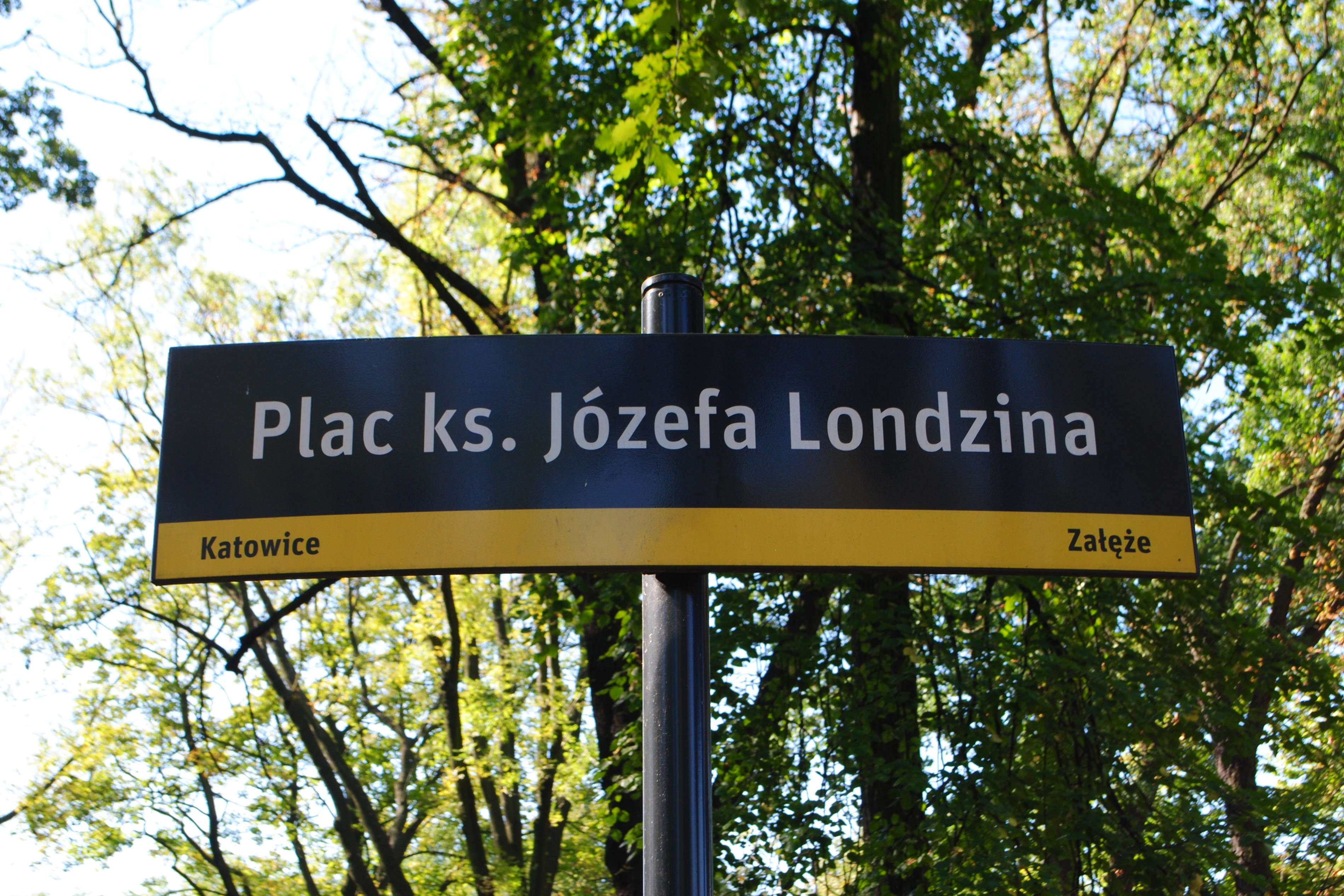
Tablica katowickiego SIM-u z nazwą placu ks. J. Londzina (2024)

Plac ks. J. Londzina położony jest w pobliżu skrzyżowaniu ulic Gliwickiej, Brackiej i F. Bocheńskiego w Katowicach, na terenie dzielnicy Załęże. Od północy sąsiaduje z jezdnią ulicy Gliwickiej, za którą znajduje się załęski pałac, od wschodu z blokami mieszkalnymi, od południa z kompleksem ogródków działkowych, natomiast od zachodu z budynkiem przychodni. Jest to obszar o powierzchni około 10 tys. m². W systemie TERYT widnieje pod numerem 50445. Jest pod opieką Zakładu Zieleni Miejskiej w Katowicach.
Na plac prowadzą trzy wejścia: główne na osi historycznego założenia parkowego, północno-wschodnie od strony ulicy Gliwickiej oraz od strony wschodniej. Znajduje się tutaj: siłownia plenerowa, strefa do gry w szachy, plac zabaw oraz strefa dla seniorów. Wzdłuż historycznej osi umieszczone są tablice edukacyjne. Drzewostan placu stanowi pozostałość po starszym lesie dębowym – założeniu parkowego załęskiego pałacu.

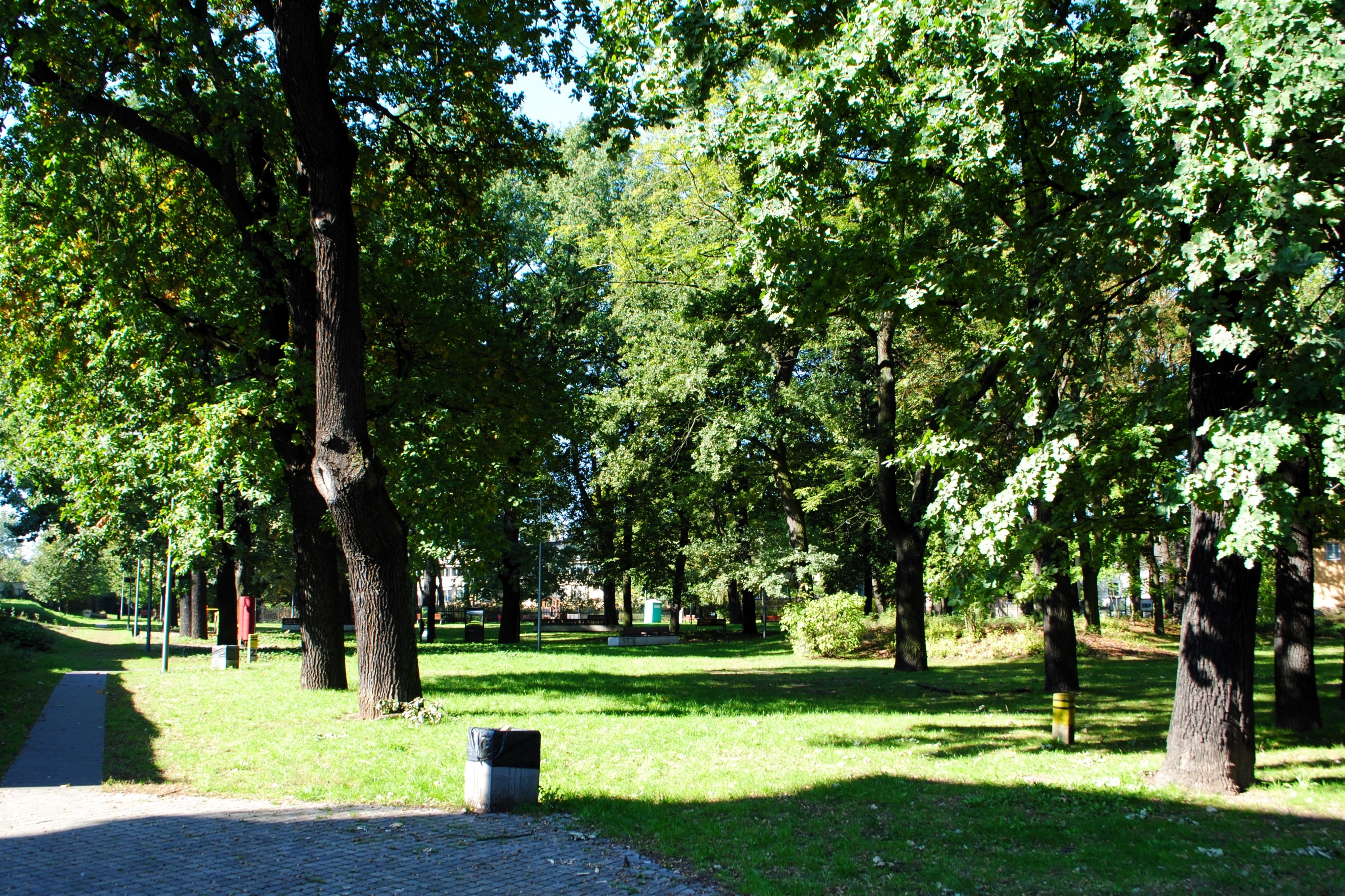
Plac ks. J. Londzina od strony północno-wschodniej (2024)

W środkowej części placu znajduje się kamień z pamiątkową tablicą poświęconą pomordowanym, prześladowanym i więzionym przez Niemców mieszkańcom Górnego Śląska i Zagłębia Dąbrowskiego. Napis na tablicy: „W hołdzie Polakom, mieszkańcom Górnego Śląska i Zagłębia, zamordowanym, prześladowanym, więzionym i deportowanym do pracy niewolniczej. W 56 rocznicę napaści hitlerowskiej na Polskę”.
Na wysokości placu ks. J. Londzina, przy ulicy Gliwickiej znajduje się przystanek autobusowy Załęże Dwór, a bliżej skrzyżowania z ulicą Bracką przystanek tramwajowy o tej samej nazwie.
Plac jest przygotowany pod organizację różnego typu wydarzenia i imprezy plenerowe, a odbywają się tu m.in.: festyny, kina plenerowe, biegi uliczne czy pikniki.
Plac nosi imię Józefa Londzina – polskiego duchownego, działacza politycznego i społecznego, burmistrza Cieszyna.